# 이누카와역
이누카와역(일본어: 犬川駅)은 일본 야마가타현 히가시오키타마군 가와니시 정에 위치한 동일본 여객철도 요네사카 선의 철도역이다. 단선 승강장 1면 1선의 구조를 갖춘 지상역이다.

## 이용 현황
| 승차 인원 추이 | 승차 인원 추이 |
| 연도           | 1일 평균       |
| -------------- | -------------- |
| 2000           | 76             |
| 2001           | 70             |
| 2002           | 56             |
| 2003           | 47             |
| 2004           | 48             |

## 역 주변
- 국도 제287호선

## 역사
- 1926년 9월 28일 : 요네사카 선 요네자와 - 이마이즈미 간 개통과 함께 개업.
- 1982년 3월 20일 : 무인화.
- 1987년 4월 1일 : 일본국유철도 분할 민영화에 의해, 동일본 여객철도가 승계.
- 2000년 2월 13일 : 현재 역사 완성.

## 인접 역
| 동일본 여객철도 요네사카 선 | 동일본 여객철도 요네사카 선 | 동일본 여객철도 요네사카 선 |
| --------------------------- | --------------------------- | --------------------------- |
| 우젠코마쓰 요네자와 방면    | ■ 요네사카 선               | 이마이즈미 사카마치 방면    |